# اومگا فارما
اومگا فارما (انگلیسی: Omega Pharma) شرکت داروسازی بلژیکی است، که در سال ۱۹۸۷ تأسیس شد.